# 城关镇 (南乐县)
城关镇，是中华人民共和国河南省濮阳市南乐县下辖的一个乡镇级行政单位。

## 行政区划
城关镇下辖以下地区：
昌州路社区、光明路社区、花园路社区、开元路社区、仓颉路社区、东关村、东街村、北街村、北关村、西街村、南街村、南关村、北坟村、姚庄村、郭家庄村、岳固村、古计固村、张璨固村、丁璨固村、赵璨固村和李璨固村。